# Дуглас, Джавонте
Джавонте Эдвин Дуглас (англ. Javonte Edwin Douglas; род. 1992, Шарлотт, Северная Каролина) — американский профессиональный баскетболист, играющий на позиции тяжёлого форварда.

## Карьера
В мае 2017 года Дуглас начал профессиональную карьеру подписав контракт с «Соль де Америка».
В сезоне 2017/2018 Дуглас выступал за «Лефке Аврупа Университеси». Конец сезона Джавонте провёл «Таранаки Маунтинэйрс». В 13 матчах новозеландской НБЛ Дуглас набирал в среднем 21,6 очка, 10,8 подбора, 2,5 передачи и был включён в символическую пятёрку регулярного сезона.
Сезон 2018/2019 Дуглас провёл в «Оломоуцко». В 42 играх статистика Джавонте составила 20,5 очка, 9,7 подбора, 3,0 передачи и 1,3 перехвата.
Сезон 2019/2020 Дуглас вновь начал в составе «Оломоуцко», но в январе 2020 года покинул команду. В 10 матчах Джавонте отметился статистикой в 17,3 очка, 10,9 подбора, 4,3 передачи и 1,9 перехвата.
Сезон 2020/2021 Дуглас начинал в «Буревестнике» (Ярославль). В 4 матчах Суперлиги-1 Джавонте набирал в среднем 25,3 очков, 9,0 подборов, 3,0 передачи и 1,5 перехвата.
В декабре 2020 года Дуглас перешёл в «Уралмаш» с которым стал серебряными призёром Суперлиги-1.
В сезоне 2021/2022 Дуглас стал чемпионом Суперлиги-1 и был включён в символическую пятёрку турнира как «Лучший центровой».
В мае 2022 года Дуглас вернулся в «Таранаки Эйрс» до конца сезона 2021/2022. В 15 матчах Джавонте набирал в среднем 19,7 очка, 11,5 подбора, 6,6 передачи, 1,6 перехвата и 1,7 блок-шота.
В сезоне 2022/2023 Дуглас во второй раз стал чемпионом Суперлиги и во второй раз был включён в символическую пятёрку турнира как «Лучший тяжёлый форвард».
В мае 2023 года подписал новый 2-летний контракт с «Уралмашем».
В январе 2025 года, по итогам голосования болельщиков, Дуглас был выбран для участия в «Матче всех звёзд Единой лиги ВТБ». В этом матче Джавонте провёл на площадке 12 минут 41 секунду и набрал 8 очков, 4 подбора и 2 перехвата.
В июле 2025 года Дуглас продлил контракт с «Уралмашем».

## Личная жизнь
Отец Дугласа занимался баскетболом, а мама профессионально занималась софтболом. До поступления в колледж Джавонте вместе с братом занимались американским футболом, но в дальнейшем Дуглас перешёл в баскетбол.

## Достижения
- Чемпион Суперлиги (2): 2021/2022, 2022/2023
- Серебряный призёр Суперлиги: 2020/2021

## Статистика

### Статистика в NCAA
| Сезон | Команда      | Conf  | Class | GP | GS | MPG  | FG%  | 3P%  | FT%  | RPG | APG | SPG | BPG | PPG |
| --- | ------------ | ----- | ----- | -- | -- | ---- | ---- | ---- | ---- | --- | --- | --- | --- | --- |
| 2014/15 | Олд Доминион | CUSA  | JR    | 25 | 1  | 10,2 | 44,6 | 28,6 | 55,3 | 2,6 | 0,8 | 0,2 | 0,2 | 3,6 |
| Всего | Всего        | Всего | Всего | 25 | 1  | 10,2 | 44,6 | 28,6 | 55,3 | 2,6 | 0,8 | 0,2 | 0,2 | 3,6 |
| Наведите курсор мыши на аббревиатуры в заголовке таблицы, чтобы прочесть их расшифровку Статистика приведена с сайта sports-reference.com |              |       |       |    |    |      |      |      |      |     |     |     |     |     |

### Статистика в других лигах
| Сезон | Команда                     | Лига                        | GP  | GS  | MPG  | FG%  | 3P%  | FT%  | RPG  | APG | SPG | BPG | PFL | TOV | PPG  |
| --- | --------------------------- | --------------------------- | --- | --- | ---- | ---- | ---- | ---- | ---- | --- | --- | --- | --- | --- | ---- |
| 2017/18 | Таранаки Маунтинэйрс        | Чемпионат Новой Зеландии    | 13  | 13  | 33,7 | 50,7 | 40,4 | 63,9 | 10,7 | 2,5 | 1,0 | 0,6 | 2,9 | 3,0 | 21,2 |
| 2018/19 | Оломоуцко                   | Чемпионат Чехии             | 42  | 42  | 32,5 | 53,4 | 32,9 | 71,5 | 9,7  | 3,0 | 1,3 | 0,5 | 3,0 | 1,8 | 20,5 |
| 2019/20 | Оломоуцко                   | Чемпионат Чехии             | 10  | 9   | 30,9 | 48,5 | 36,7 | 80,6 | 10,9 | 4,3 | 1,9 | 0,5 | 2,7 | 1,6 | 17,3 |
| 2021/22 | Таранаки Эйрс               | Чемпионат Новой Зеландии    | 15  | 15  | 34,5 | 47,9 | 35,1 | 64,7 | 11,4 | 6,7 | 1,7 | 1,7 | 3,1 | 2,9 | 19,7 |
| 2023/24 | Уралмаш                     | Единая лига ВТБ             | 40  | 38  | 30,9 | 42,0 | 32,0 | 73,1 | 6,3  | 2,4 | 1,4 | 0,7 | 2,9 | 1,5 | 10,2 |
| Всего | Всего                       | Всего                       | 120 | 117 | 32,2 | 49,1 | 34,5 | 70,4 | 9,0  | 3,3 | 1,4 | 0,7 | 3,0 | 1,9 | 16,7 |
| В чемпионате Новой Зеландии | В чемпионате Новой Зеландии | В чемпионате Новой Зеландии | 28  | 28  | 34,1 | 49,2 | 37,4 | 64,3 | 11,1 | 4,7 | 1,4 | 1,2 | 3,0 | 2,9 | 20,4 |
| В чемпионате Чехии | В чемпионате Чехии          | В чемпионате Чехии          | 52  | 51  | 32,2 | 52,5 | 33,8 | 72,6 | 10,0 | 3,3 | 1,4 | 0,5 | 2,9 | 1,8 | 19,8 |
| Наведите курсор мыши на аббревиатуры в заголовке таблицы, чтобы прочесть их расшифровку Статистика приведена с сайта basketball.realgm.com |                             |                             |     |     |      |      |      |      |      |     |     |     |     |     |      |